# Geoffrey Alex Colin Macnab
Sir Geoffrey Alex Colin Macnab, britanski general, * 1899, † 1995.